# Solange Knowles
Pour les articles homonymes, voir Knowles.

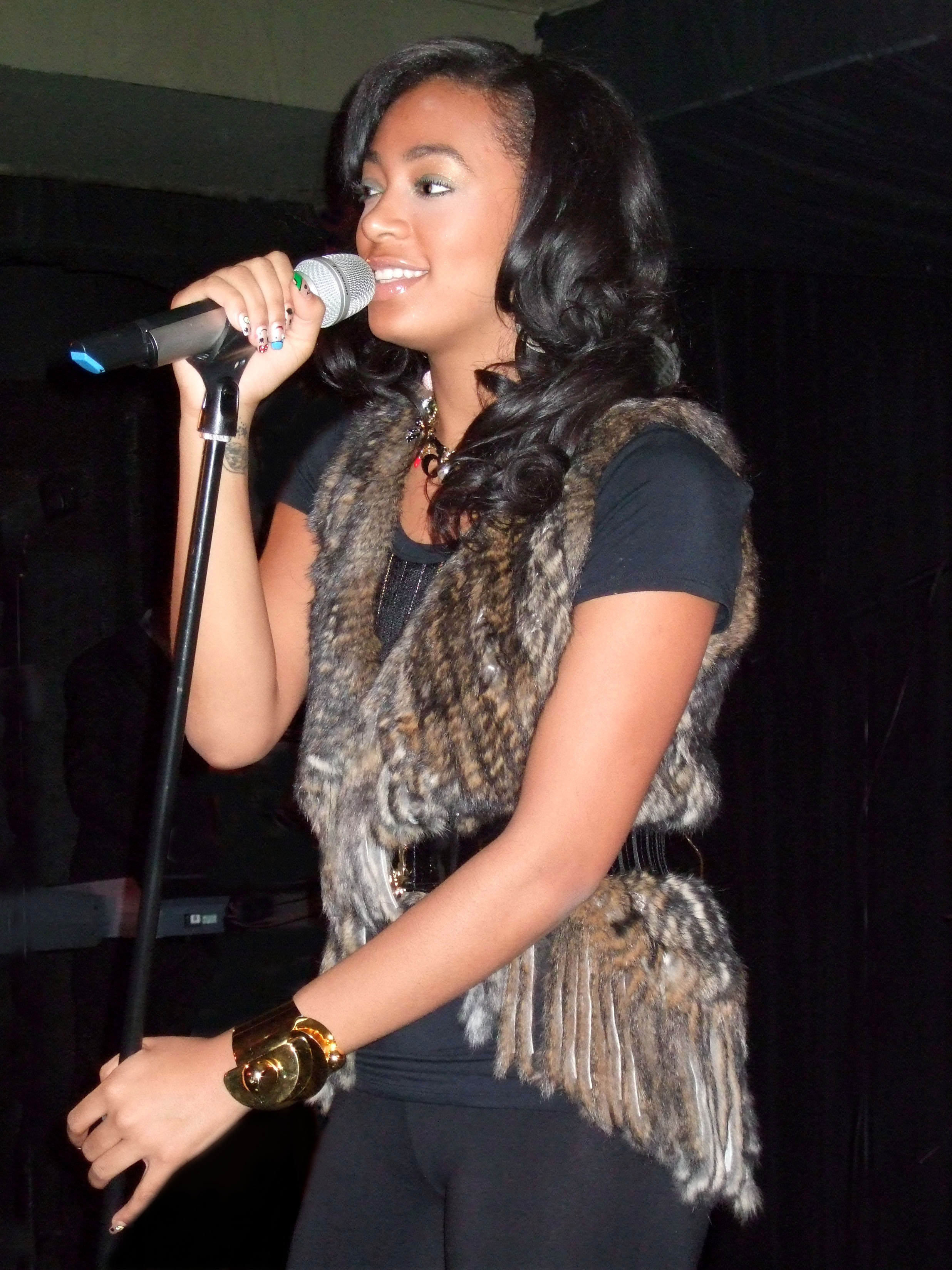
Solange Knowles au Ruby Lounge de Manchester en Angleterre, en 2008.

Solange Piaget Knowles, née le 24 juin 1986 à Houston, plus connue sous le nom de Solange, est une chanteuse, actrice et mannequin américaine.

## Biographie
La carrière de Solange Piaget Knowles commence très tôt. Après avoir suivi une formation classique en danse classique et jazz, en claquettes et danse moderne, elle fait ses premiers pas en remplaçant une figurante sur la tournée de Destiny's Child, le groupe de sa sœur Beyoncé. Cette opportunité lui permet de voyager un peu partout dans le monde – Europe, Australie, Asie, Afrique et Mexique – et de développer une grande sensibilité aux différents styles, cultures et influences artistiques. En 2001, son manager de père lui offre la possibilité d'enregistrer pour la première fois un titre avec les Destiny's Child sur leur album 8 Days of Christmas. Pendant deux ans, elle se contentera de duos sur l'album de chanteurs plus connus tels que : Lil' Romeo, Kelly Rowland, Rihanna et Shakira.
À l’âge de 16 ans, elle sort son premier album, Solo Star, sous le label Columbia. Ce disque, dont le premier single Feelin' You (Part II), avec la participation de N.O.R.E., était d’inspiration reggaeton / dancehall. Malgré les réticences de son label, Solange a toujours envisagé ce projet comme un melting-pot de genres et de sons différents, notamment R'n'B, reggae, alternatif, voire country. Cet album produit par Timbaland, entre autres aura un succès mitigé mais Solange ne se décourage pas.
Bien qu’entourée de producteurs (The Neptunes, Timbaland, Rockwilder et The Underdogs), il a fallu qu'elle se batte pour trouver un son qui lui corresponde. Ce faisant, elle se découvre une passion nouvelle pour l’écriture et collabore sur le premier album solo de Kelly Rowland, Simply Deep. Elle a aussi travaillé avec les trois membres de Destiny's Child en solo et également en groupe. Taraudée par une autre passion, elle s'est lancée dans le métier d’actrice.
Son dernier rôle au cinéma était dans le film American Girls 3 qui, avec quelque 750000 exemplaires vendus dès la première semaine de sa commercialisation, a battu les records de ventes de films sortis directement en DVD.
En 2006, Solange Knowles a notamment coécrit Get Me Bodied et Upgrade U pour l’album B'Day de Beyoncé, Love sur Ms. Kelly, le deuxième album de Kelly Rowland, ainsi que le single de Michelle Williams, We Break the Dawn extrait de l'opus Unexpected, avant de se lancer dans la composition de son deuxième album, Sol-Angel and the Hadley St. Dreams. Un album différent du précédent : la chanteuse a mélangé ses inspirations R&B et hip-hop avec du blues et du jazz.
Son titre F*** the Industry (Signed Sincerly), réuni plusieurs artistes dont Mary J. Blige et Beyoncé pour dénoncer la situation actuelle de l'industrie de la musique.
En février 2004, à l'âge de 17 ans, elle s'est mariée avec Daniel Smith. Elle l'avait rencontré lors d'une fête du lycée où elle étudiait.
Le 18 octobre 2004, à seulement 18 ans, Solange donne naissance à son premier enfant, un garçon. À la suite de la naissance de son fils, elle a écrit la chanson An Ode To Marvin qui figure sur son deuxième album, Sol-Angel and the Hadley St.Dreams. Malgré la naissance de leur fils, Solange et Daniel continuaient d'aller à l'université.
En octobre 2007, Solange déclare qu'elle et Daniel ont divorcé. À la suite de leur divorce, Solange et son fils ont emménagé à Los Angeles.
En octobre 2012, sort l'EP True de Solange, dont le single Losing You est extrait.
Le 12 novembre 2013, sort sur son propre label (Saint Records) la compilation 'Saint Heron' réunissant plusieurs artistes comme Jhéné Aiko, Sampha, Cassie ou Solange entre autres.
Attirée par la mode, elle pose en 2016 pour la marque Michael Kors et déclare être inspirée par des personnalités telles que Erykah Badu, Bjork, Kate Bush et Lauryn Hill.
Le 30 septembre 2016, elle sort son troisième album, A Seat At The Table.

### True(EP) (2012)
Le 1er octobre 2012, Solange sort Losing You', premier extrait de son EP, True. Le EP a été écrit et produit en collaboration avec Devonté Hynes. La vidéo a été tournée en Afrique du Sud les 1er et 2 septembre par Melina Matsoukas. Les titres Sleep in the Park & Sleep in the Park (Twin Shadow Remodel) (feat. D'Angelo Lacy) sont présents en tant que B-sides sur le single de Losing You. Un featuring avec Kendrick Lamar sur le titre Look Good With Trouble a été mis en ligne, sur iTunes.

### A Seat at the Table(2015-2016)
En juillet 2015, Solange annonce que son troisième album studio est presque terminé. Le 24 juin 2016, le jour de son trentième anniversaire, elle déclare avoir fini cet album trois jours avant son anniversaire, soit le 21 juin 2016. A Seat at the Table sort le 30 septembre 2016, et est acclamé par la critique[réf. nécessaire]. Il devient son premier numéro 1 dans les classements musicaux américains. Le premier single de cet album, Cranes in the Sky, lui vaut sa première nomination et sa première victoire aux Grammy Awards 2017 dans la catégorie meilleure performance R&B.

### When I Get Home(2019)
Le 1er mars 2019 sort son nouvel album When I Get Home chez Columbia. On retrouve[style à revoir] notamment à la production Chassol, John Key, Pharrell Williams et des samples de Rotary Connection, Debbie Allen, Family Circle et Pat Parker.

## Vie privée
Elle est la sœur de la chanteuse Beyoncé. En février 2004 (âgée de 17 ans), elle épouse Daniel Smith, qu'elle fréquentait au lycée. Le couple a un fils : Daniel Julez J. Smith, Jr (né le 18 octobre 2004). En novembre 2007, elle annonce, dans une interview pour Essence, son divorce.
Depuis 2009, elle partage la vie du réalisateur de clips musicaux, Alan Ferguson. Ils se marient le 15 novembre 2014 mais elle annonce leur séparation via Instagram en novembre 2019. On lui a diagnostiqué un TDAH, à deux reprises,.

## Discographie

### Singles
- 2003 : Feelin' You (Part II) (avec N.O.R.E.)
- 2003 : Crush
- 2008 : I Decided
- 2008 : Champagnechroniknightcap (avec Lil Wayne)
- 2008 : Sandcastle Disco
- 2009 : T.O.N.Y.
- 2009 : Would've Been the One
- 2010 : Fuck The Industry
- 2010 : Wanna Go Back (avec Marsha Ambrosius & Q-Tip)
- 2010 : The Thrill Is Gone (avec B.B. King)
- 2010 : 6 O'Clock Blues
- 2012 : Losing You
- 2013 : Looks Good With Trouble (avec Kendrick Lamar)
- 2013 : Lovers in the Parking Lot
- 2016 : Cranes in the Sky

#### Autres Titres
- Favors
- Under Construction
- Left Side Drive
- Electric Blue
- Be Still...
- Good On Paper
- Postcard
- Warrior 4 Love
- Next Ex (Beyoncé Demo)
- Calendar
- Generation
- The Partys Where You Are
- Just One Night
- Not Today
- Whipped
- Sleep In The Park
- Sleep In The Park (Twin Shadow Remodel) (Feat. D'Angelo Lacy)
- Electric Lady (Janelle Monáe Feat. Solange)
- Cash In (sur la compilation Saint Heron)

## Filmographie
- 2001 : Cool Attitude (The Proud Family)
- 2003 : Les Vacances de la famille Johnson
- 2006 : American Girls 3
- 2013 : Machete Kills : Ashley Cooper